# Szabó Vendel
Szabó Vendel (Iharosberény, 1882. május 12. – Budapest, 1941. november 6.) római katolikus pap, teológus és filozófus, a Budapesti Egyetem Hittudományi Karának tanára.

## Élete
Budapesten, Nagykanizsán, Győrött és Bécsben tanult. 1909-ben szentelték pappá. 1911-től filozófiát és dogmatikát, majd 1917-től teológiát tanít Győrött. 1920-tól Esztergomban erkölcsteológiát tanít. 1926-tól a Budapesti Egyetemen az alapvető hittan tanára. 1936/1937-ben a hittudományi kar dékánja. 1941-ben hunyt el 59 éves korában.

## Művei
- Az egyház tévedhetetlenségének tárgyköre. Győr, 1913
- A Szentháromság. Győr, 1917
- Ünnepi beszéd Szent István napján. Budapest, 1928
- Katholicizmus. Budapest, 1929 (A Magyar Szemle Kincsestára 71.)
- A pápaság. Budapest, 1931 (A Magyar Szemle Kincsestára 75.)